# بردلة
بردلة هي قرية فلسطينية تقع في شمال وادي نهر الأردن، في منطقة الأغوار الشمالية للضفة الغربية تتبع إداريًا لمحافظة طوباس، تبعد عن الحدود الأردني ما يقارب 2 كم، وتبعد عن مدينة نابلس 28 كم شمالًا.
في 30 نوفمبر 2022، افتتح وزير الداخلية الفلسطيني زياد هب الريح مركزًا للدفاع المدني الفلسطيني في القرية.

## المساحة
مساحة بردلة الاجمالية تشمل الأحراش والأراضي الزراعية والسكنية والأراضي المُصادرة 28,000 دونم. المساحة السكنية للقرية 427 دونم وهي أراضِ مصنّفة B أو «ب» حسب اتفاقية أوسلو، أمّا أراضيها الزراعية فتبلغ مساحتها 8,000 دونم. صادرت سلطات الاستعمار الصهيوني عام 1971 5000 دونم من أراضيها الشمالية قرب قاعون.

## سكانها
يبلغ عدد سكانها 2200 نسمة وتسكنها عشيرة الصوافطه وأصولهم تعود إلى السلط في الأردن. بلغ عدد سكانها 1961 367 نسمة، أمّا عام 1982 فبلغ 271 نسمة، وعام 1987 بلغ 457، وعام 1997 بلغ 1148 نسمة، وعام 2014 بلغ قرابة ال3000 نسمة.
يعمل معظم أهالي بردلة بالزراعة وتربية المواشي حيث تشتهر قرية بردلة بالزراعة الروية والقليل من الزراعة البعلية حيث يوجد الكثير من الأرضي الخصبة هناك كما أن القرية مخزون مائي هائل. يوجد بالقرية مسجد ومدرسة ثانويه للبنات ومدرسة ثانوية للبنين كما يوجد عدد من مؤسسات المجتمع المدني مثل الجمعيه الخيرية لقرى خط. تعتبر بردلا من مناطق B التي تخضع إداريا للسلطة الفلسطينية وتتبع عسكريا لقوات الاحتلال الإسرائيلي.
جميع أهالي بردلة يحملون الهوية الفلسطينية وهي تعتبر منطقة ي أو ه بتقسيمات أوسلو.

## الأنشطة السكانية
يوجد في القرية ثلاثة جمعيات تعاونية. يوجد مدرسة جديدة للبنات وروضة أطفال الياسر النموذجيه التابعة للجمعية الخيرية لفرى خط الجدار. تحتوي قرية بردلة على العديد من الأبار الارتوازية وتتميز مياها بأنها مياه نقية وصالحة للشرب، ولكن هذه الأبار استولت عليها شركة ميكروت الإسرائيلية.غالبية سكان بردلة يعملون في الزراعة وعدد قليل منهم يعمل بتربية المواشي وهم البدو المواطنين في القرية منذ عام 1967 حيث تم اغلاق ما يسمى بحدود 1967 (إسرائيل كما يقال) فأصبح المفر الوحيد لعملهم هو الزراعة، حيث يتم زراعة حوالي 300 دونما بيوت بلاستيكية و3000 دونما أراضي مكشوفة مروية ويتم زراعة حوالي 2000 دونما محاصيل حقلية بعلية لا تكاد تذكر قيمتها الاقتصادية لانها غير منتجة في سنين الجفاف التي تمر علينا حاليا ولكنها كانت منتجة في السابق بشكل اقتصادي حيث كانت تكفي منتجاتها من القمح والشعير لسد حاجة الناس ومواشيهم فلا يتم استيراد أية كمية اعلاف من خارج القرية ولو بشكل قليل مع العلم أن عدد رؤوس الماشية قل في الخمس سنوات الماضية من 13 ألف رأس إلى ثلاثة آلاف رأس غنم وماعز.

## التهجير القسري

بئر ماء استعماري تابع لشركة مكوروت الاسرائيلية داخل قرية بردلة

### المياه
تمتلك قرية بردلة بئرين من المياه يُعدّان ثاني أكبر مخزون مياه في الأغوار تسيطر عليهما سلطات الاستعمار الصهيوني بواسطة شركة مكوروت للمياه، حيث تضخ منهما حوالي 2500 كوب مياه في الساعة يحصل منها سكان قرية بردلة على 60 كوب في الساعة فقط، بينما تحصل المستوطنات على الحصة الأكبر وهي 2000 كوب في الساعة. ويُشار إلى أن كميات المياه التي يحصل عليها سكان قرية بردلة ومزارعيها لا تتخطى 25% من احتيياجاتهم اليومية. مما يضطر أهالي القرية من مزارعين ورعاة مشاة لشراء صهاريج المياه من شركة مكوروت الإسرائيلية يوميًا بتكلفة 50 شاقلًا للصهريج، بينما يحتاج المزارع الواحد إلى صهريجان اثنان على الأقل يوميًا لتغطية الاحتياج الأدنى للمياه. ويُذكر أن سلطات الاستعمار الصهيوني ترفض منح التراخيص اللازمة لحفر آبار مياه للفلسطينيين بالأغوار الشمالية.

### الهدم
يمنع أهالي قرية بردلة من البناء خارج أراضيهم السكنية حيث تقوم سلطات الاستعمار بهدم المنشاءات من البركسات ومآوي الماشية بشكل مستمر.

### التضييق على المزارعين والرعاة
صاردت سلطات الاستعمار من قرية بردلة عام 1971 قرابة ال5000 دونم. وتسطير قوات الاستعمار الصهيوني على 400 ألف دونم بنسبة 55% من المساحة الإجمالية للأغوار الشمالية، بذريعة استخدامها كمناطق تدريب عسكرية، مما يحظر على الفلسطينيين من ممارسة أي نشاط عمراني أو زراعي.

### التدريبات العسكرية والمناورات

الشهيد احمد أبو الشيخ الذي استشهد جراء انفجار لغم من مخلفات التدريبات العسكرية لقوات الاستعمار في تاريخ 26-11-2014

بالإضافة إلى سيطرة الاستعمار على مساحات كيبرة من أراضي القرية لدواعي أمنية، تقوم قوات الاستعمار الصهيوني بعدد من المناورات العسكرية الدورية في الأراضي الزراعية للقرية وتتلف محاصليها أو من خلال اقتحام شوارع القرية وإصدار أصوات وضجيج لإرهاب السكان.
تترك قوات الاستعمار خلفها المخلفات الحربية من الألغام وغيرها. وقد سقط 11 شهيدًا من منطقة الأغوار الشمالية ومحافظة طوباس جراء انفجار مخلفات التدريبات العسكرية فيهم، منهم الشهيد احمد عبد الرحمن أبو الشيخ من قرية بردلة في تاريخ 26 تشرين ثاني 2014 عن عمر يناهز 43 عامًا.